# Илустратор
Илустратор је графички уметник који се специјализовао за стварање слика које су везане за неки текст, најчешће књигу или роман. Илустрација је начешће намењена за боље разумевање неког текста, мада она може бити стављена ту и из чисто естетских разлога у циљу побољшања визуелне лепоте на честиткама и разгледницама. Такође може бити на корицама неке књиге или часописа, или као реклама или постер.
Већина илустратора бави се илустровањем дечјих књига, после тога долази рекламе, новине и часописи. Илустратори за своје радове најчешће користе оловку и туш, мада су дозвољене и друге технике. 
Појава компјутера озбиљно мења илустраторску индустрију, и данас уз помоћ компјутера раде се и дорађују већина илустрованих цртежа. Најчешћи програми за тако нешто су Адоб Фотошоп и Адоб Илустрејтор, Корел Пејнтер, итд. 
У сваком случају, традиционалне илустраторске технике су још увек популарне и то већином за илустрације књига. Водене боје, уљане боје, пастеле, дрвене гравуре, оловка и туш су само неке од многобројних техника које употребљавају илустратори. 
Упркос постојању дизајнерских и уметничких школа који обучавају професионалне илустраторе, тим послом се могу бавити и слободни уметници, као и људи других занимања под условом да се њихове понуде свиде уредницима магазина, издавачима књига и сл. 

### Специјалистички илустратори
- Научни илустратори могу да нацртају илустрацију која представља неки визуелни научни концепт. Они могу, на пример да нацртају кости фосиле и друге предмете које би палеонтолог нашао, а може представити и неку измрлу животињу по подацима који би му биле достављене од стране научника. Такве цртеже нарочито привлаче децу, која кроз тај начин лакше уче и помоћу илустрације имају слику каква је та животиња изгледала у своје време
- Медицински илустратори стварају графиконе о људској анатомији. Помоћу њихових слика, будући медицинари уче о људском телу и унутрашњим органима.